# Villa Olgiati
Villa Olgiati è una villa storica che si trova a Corbetta (Milano).

## Storia
Collocata lungo la direttrice di via San Sebastiano, non distante dalla chiesa di San Sebastiano e non distante da Palazzo Brentano, Villa Olgiati venne fatta costruire dall'industriale tessile Guido Olgiati negli anni '20 del XX secolo come residenza per sé e per la sua famiglia nei pressi dello stabilimento di sua proprietà. Lo stesso Guido Olgiati aveva largamente contribuito ai restauri della vicina chiesa.
La casa si apre con un monumentale cancello in stile che conduce con un lungo percorso lastricato alla villa propriamente detta, articolata sulla forma di un villino con portico colonnato, una fontana ed un pozzo decorativi. Sulla destra e sulla sinistra sono presenti i fabbricati industriali ed i locali di servizio che esternamente mantengono lo stile del complesso.